# Orsières
Orsières ist eine politische Gemeinde und eine Burgergemeinde des Bezirks Entremont im französischsprachigen Teil des Schweizer Kantons Wallis. Zur politischen Gemeinde gehören neben dem Hauptort Orsières auch noch die Dörfer Branche, Chamoille d’Orsières, Champex-Lac, Chez-les-Addy-Maligue, Chez-les-Giroud, Chez-les-Reuses, Commeire, Issert, La Douay, La Fouly, La Rosière, Le Biolley, Les Arlaches, Orsières, Prassurny, Prayon, Praz-de-Fort, Reppaz, Somlaproz, Soulalex und Verlonnaz.

## Geographie
Die flächenmässig sechstgrösste Gemeinde des Kantons Wallis erstreckt sich über 165 km² und umfasst den mittleren Talabschnitt des Val d’Entremont und die Seitentäler Val Ferret und Vallée de Champex. Der Marktflecken Orsières liegt an der Dranse d’Entremont, einem Oberlauf der Dranse, die bei Martigny in die Rhone mündet. Bei der Ortschaft Orsières mündet die Dranse de Ferret in die Dranse d’Entremont.
Orsières liegt im Südwesten des Kantons Wallis und grenzt an sieben Nachbargemeinden und zwei Länder: im Norden an Sembrancher und Bovernier, im Süden an Liddes und Italien, im Osten an Val de Bagnes, Liddes und Bourg-Saint-Pierre und im Westen an Martigny-Combe, Trient und Frankreich. Im Südwesten der Gemeinde liegt der Mont Dolent, wo sich auf 3820 m ü. M. das Dreiländereck zwischen Frankreich, Italien und der Schweiz befindet.
In Orsières verzweigen sich zwei Alpentäler: Durch das Val d’Entremont führt die Schweizer Hauptstrasse 21 als Nordrampe zum Grossen St. Bernhard (2429 m ü. M.) und schliesst an die italienische Strada Statale 27 del Gran San Bernardo im Aostatal an, während sich das Val Ferret im Südwesten des Gemeindegebiets bis an die Ausläufer der Mont-Blanc-Gruppe hinzieht. Die Umfahrung des Ortszentrums von Orsières wurde in den 1970er Jahren, kurz nach der Eröffnung des Grossen-St.-Bernhard-Tunnels, gebaut. Über den Champexpass führen Seitenstrassen von Orsières durch das Durnandtal nach Bovernier und gegen Südwesten in das Val d’Arpette. Die Passstrasse wurde um 1940 für den motorisierten Verkehr ausgebaut. Östlich der Passhöhe liegt der Champexsee. Weitere Bergseen befinden sich im Süden des Val Ferret, so die Gruppe der Lacs de Fenêtre.
Mehrere Bergwege überqueren die Höhenzüge im Süden des Val Ferret. Der Col de Ferret (2486 m ü. M.), nordwestlich der Tête de Ferret, führt in das italienische Nachbartal Val Ferret, während eine bekannte Wanderroute zum Pass des Grossen Sankt Bernhard den Col du Bastillon (2754 m ü. M.) überquert.
Grosse Flächen des Gemeindegebiets erstrecken sich über Bergketten, die in den hohen Zonen offene Felsmassive und viele Gletscher aufweisen. An der nördlichen Gemeindegrenze erhebt sich der Bergstock des Catogne (2598 m ü. M.). Der höchste Berg im Osten von Orsières ist der fast gleich hohe Mont Brulé (2572 m ü. M.). Östlich des Val Ferret erstreckt sich die lange Bergkette vom Tsamonay (2111 m ü. M.) bis zum westlichen Nebengipfel der Pointe du Drône an der Landesgrenze. Den südlichen Talabschluss bilden, ebenfalls an der Grenze zum Aostatal, die Dreitausender Aiguille des Sasses (3014 m ü. M.) und Grand Golliat (3236 m ü. M.). An der Nordflanke der beiden Berge liegt der Gletscher Glacier des Angroniettes, an welchem die Dranse de Ferret entspringt. Die höchsten Berge von Orsières gehören zum Ostmassiv des Mont-Blanc-Gebiets. Mehr als ein Dutzend hohe Dreitausender und zahlreiche weitere Zwischengipfel und einzelne Bergspitzen und Nadeln bilden eine 25 Kilometer lange Folge von Bergen und Felsgraten, die teilweise stark vergletschert sind. Von der Hauptkette zweigen weitere Grate und Bergketten ab, die das Gebirge von Orsières in mehrere hohe Seitentäler gliedern. Die höchsten Berge dieses Gebiets sind der Mont Dolent (3819 m ü. M.), der Tour Noir (3836 m ü. M.) und die Aiguille d’Argentière (3898 m ü. M.). An den insgesamt rund 15 Quadratkilometer grossen Gletscherflächen dieser Bergregion haben der Glacier d’Orny, der Saleinagletscher und der A-Neuvegletscher den grössten Anteil.
Unterhalb der Gletscherzone und Felsregionen weist das Gemeindegebiet 3500 Hektaren Waldfläche auf, was die Burgergemeinde Orsières zum grössten Waldbesitzer der Schweiz macht.
Auf weiten Arealen an den Berghängen bewirtschaften Betriebsgenossenschaften im Auftrag der Burgergemeinde Orsières grosse Alpweiden. Die grösseren Sömmerungsgebiete sind die Alpen Ars, de la Fouly, de la Léchère, Mont-Percé, la Peulaz, Plan-de-la-Chaux, Mouay und Arpettaz.

## Geschichte
Orsières ist in einem historischen Bericht zum Jahr 972 als Pons Ursarii erstmals erwähnt, wo davon berichtet wird, dass eine Schar von Sarazenen in der Nähe der Dransebrücke den Abt von Cluny, Maiolus, gefangen nahm. Dieses Ereignis bezeugt die seit der Antike andauernde Benützung der Passstrasse über den Grossen Sankt Bernhard als wichtige Reiseroute über die Alpen. Um 990 wird die Ortschaft als Ursiores in einer Beschreibung der Reiseroute von Rom des Erzbischofs von Canterbury Sigerich aufgezählt.
1052 übertrug der Bischof von Sitten Aymon das von seinem Onkel Graf Ulrich geerbte Dorf samt Leibeigenen dem Domkapitel von Sitten. Ab dem 11. Jahrhundert geriet die Region am Grossen Sankt Bernhardpass in die Abhängigkeit der Grafen von Savoyen. Seit dem 13. Jahrhundert regelte die Gemeinde ihre Angelegenheiten an einer Gerichtsversammlung selbst. Von 1352 an führte ein Bürgermeister unter der Herrschaft eines Mistrals die Gemeindegeschäfte. Einen ersten Freiheitsbrief erhielt die Gemeinde 1376 von Amadeus VI. von Savoyen. Vermutlich war das Gemeindegebiet bereits ab dem Mittelalter in die Ortsteile Tiers de Ville, Tiers d’Issert und Tiers des Côtes unterteilt.
Vom Mittelalter bis 1798 gehörte Orsières zur savoyischen Kastlanei Sembrancher, die nach dem Sieg der Oberwalliser über Savoyen von 1475 ein Teil der Landvogtei Saint-Maurice wurde.
Ab 1798 befand sich das Gebiet in der kurzlebigen Republik Wallis. Auf dem Italienfeldzug marschierte die französische Armee von Napoleon vom 17. bis 20. Mai 1800 durch Orsières, um über den Grossen Sankt Bernhard nach Italien zu gelangen. Unter der Franzosenherrschaft (1810–1813) gehörte die Gemeinde von 1810 bis 1813 im französischen Département Simplon zum Kanton Entremont und im Kreis Saint-Maurice.
Während des Zweiten Weltkriegs wurde das Gebiet des Grossen Sankt Bernhard von der Schweizer Armee befestigt. Damals entstanden die Artilleriewerke Champex und Commeire.

## Bevölkerung
| Bevölkerungsentwicklung | Bevölkerungsentwicklung | Bevölkerungsentwicklung | Bevölkerungsentwicklung | Bevölkerungsentwicklung | Bevölkerungsentwicklung | Bevölkerungsentwicklung | Bevölkerungsentwicklung | Bevölkerungsentwicklung | Bevölkerungsentwicklung | Bevölkerungsentwicklung | Bevölkerungsentwicklung | Bevölkerungsentwicklung | Bevölkerungsentwicklung | Bevölkerungsentwicklung |
| ----------------------- | ----------------------- | ----------------------- | ----------------------- | ----------------------- | ----------------------- | ----------------------- | ----------------------- | ----------------------- | ----------------------- | ----------------------- | ----------------------- | ----------------------- | ----------------------- | ----------------------- |
| Jahr                    | 1339                    | 1356                    | 1402                    | 1798                    | 1850                    | 1900                    | 1950                    | 2000                    | 2010                    | 2012                    | 2014                    | 2016                    | 2018                    | 2020                    |
| Einwohner               | 402                     | 269                     | 122                     | 1784                    | 2305                    | 2215                    | 2286                    | 2630                    | 3077                    | 3078                    | 3178                    | 3220                    | 3187                    | 3194                    |

Die Bevölkerung entwickelte sich im Mittelalter nur langsam und nahm wegen Epidemien und andern Ursachen zeitweise sogar ab: 1313 (304 Steuerpflichtige), 1339 (402), 1356 (259), 1402 (122). Ein stetiges Wachstum setzte erst im 18. Jahrhundert ein: 1798 (1784 Einwohner), 1850 (2305), 1900 (2215), 1950 (2286) und 2000 (2630).

## Wirtschaft und Tourismus
Die Bewohner des Bergtals waren traditionell in der Landwirtschaft tätig und bauten vorwiegend Getreide (Roggen) an, wie die vielen Getreidespeicher und Mühlen bezeugen. Dazu kamen etwas Viehzucht (1850: 7189 Stück Grossvieh) und eigene Rebberge bei Fully und Martigny.
Die Gemeinde Orsières zählt zu den bekanntesten Produktionsgebieten der Käsespezialität Raclette.
1853 entstand eine Genossenschaft zum Transport von Waren und Touristen über den Grossen Sankt Bernhard. 1893 wurde der Passweg zur Fahrstrasse ausgebaut. 1910 nahm die Chemin de fer Martigny–Orsières ab Martigny mit dem Endbahnhof in Orsières den Betrieb auf. Heute gehört die Bahn zum Transportunternehmen Transports de Martigny et Régions.

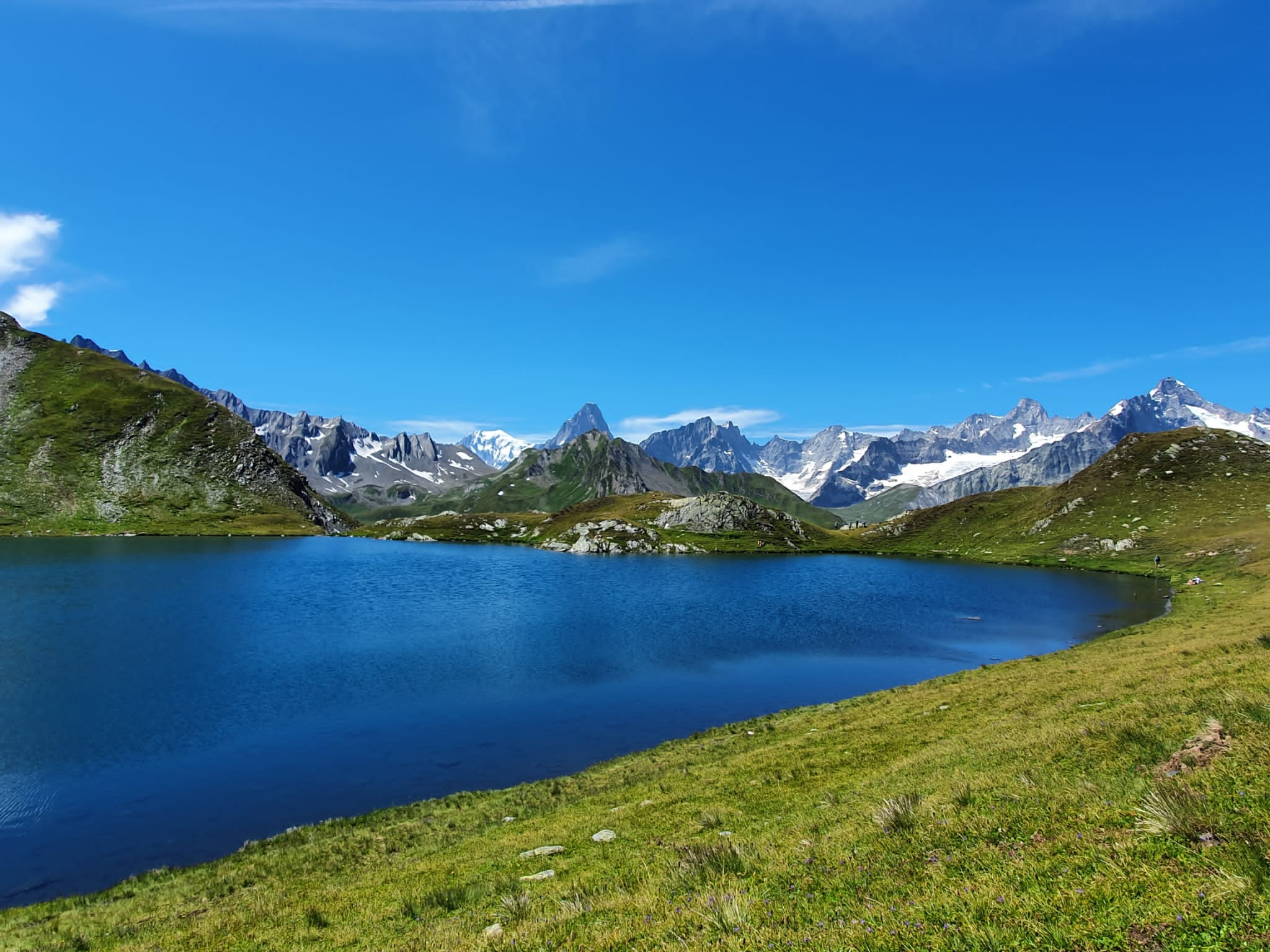
Der Bergsee Lac de Fenètre

Champex entwickelte sich seit etwa 1850 zum ersten Fremdenverkehrsort im Tal. Im 20. Jahrhundert entstanden in der grossen alpinen Gemeinde die drei touristischen Zonen Orsières, Champex-Lac und Val Ferret mit den Skiorten Champex und La Fouly. Im Gemeindegebiet gibt es heute mehrere Wanderwege, darunter einen Abschnitt des Fernwanderwegs Via Francigena, und Mountainbikestrecken. Durch den Weiler La Fouly führt der alpine Rundweg Tour du Mont-Blanc.

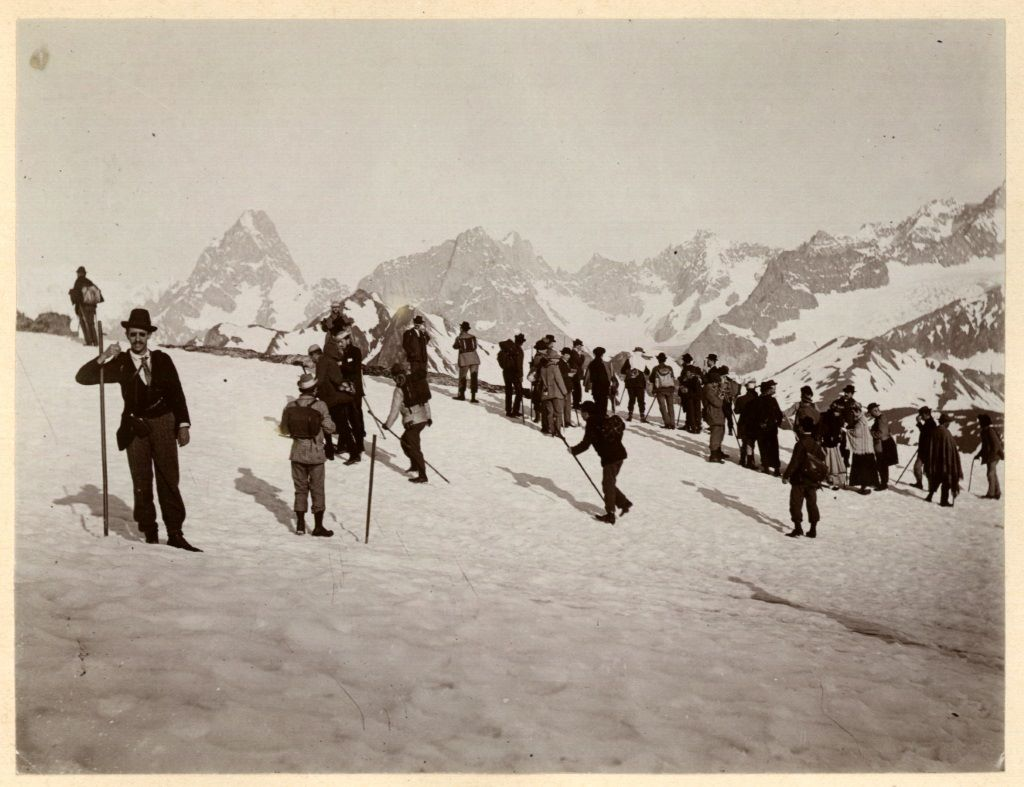
Touristen um 1900 auf dem Col de Ferret

Der 1924 gegründete Alpengarten Jardin botanique alpin Flore-Alpe in Champex ist ein botanisches Forschungsinstitut und eine touristische Attraktion.
1908 begann die Kraftwerksgesellschaft Compagnie des forces motrices d’Orsières, eine Tochtergesellschaft der British Aluminium Co. in London, mit. dem Bau eines Wasserkraftwerks oberhalb der Ortschaft Orsières. Die Konzession zur Nutzung der beiden Talflüsse hatte die Gemeinden Orsières und Liddes 1900 bzw. 1906 erteilt. Nach vielen Bauverzögerungen verkaufte British Aluminium das Kraftwerkprojekt 1929 an die Schweizer Industriefirmen Chemische Industrie Basel und Schweizerische Elektrizitäts- und Verkehrsgesellschaft in Basel. 1931 nahm das Kraftwerk Orsières den Betrieb auf. Der Oberwasserkanal führt von einem Staubecken bei Pallazuit südlich von Liddes durch einen Freilaufstollen zum unterirdischen Wasserschloss (Ingenieurwesen) bei Orsières, während das bei Branche gefasste Wasser der Dranse de Ferret zunächst in einem Stollen in der linken Bergflanke verläuft, danach in einer Kanalbrücke den Fluss überquert und durch einen zweiten Stollen das zweite Wasserschloss oberhalb des Kraftwerks erreicht. Unterhalb des Maschinenhauses fliesst das Wasser in die Dranse de Ferret, die kurz danach in die Dranse d’Entremont mündet. Diese wird gleich danach mit einem Wehr gestaut, aus welchem der Wasserstollen des nächsten Kraftwerks in Sembrancher abzweigt. Als die Konzessionsdauer ablief und der Heimfall der Wasserrechte bevorstand, beschloss die Gemeinde Orsières, das Kraftwerk selbst zu übernehmen – ein exemplarischer Vorgang für die im Kanton Wallis bevorstehende Serie von Terminen verschiedener Wasserrechtskonzessionen. Seit 2013 betreibt die regionale Elektrizitätsgesellschaft DransEnergie SA die Kraftwerke im Entremonttal.

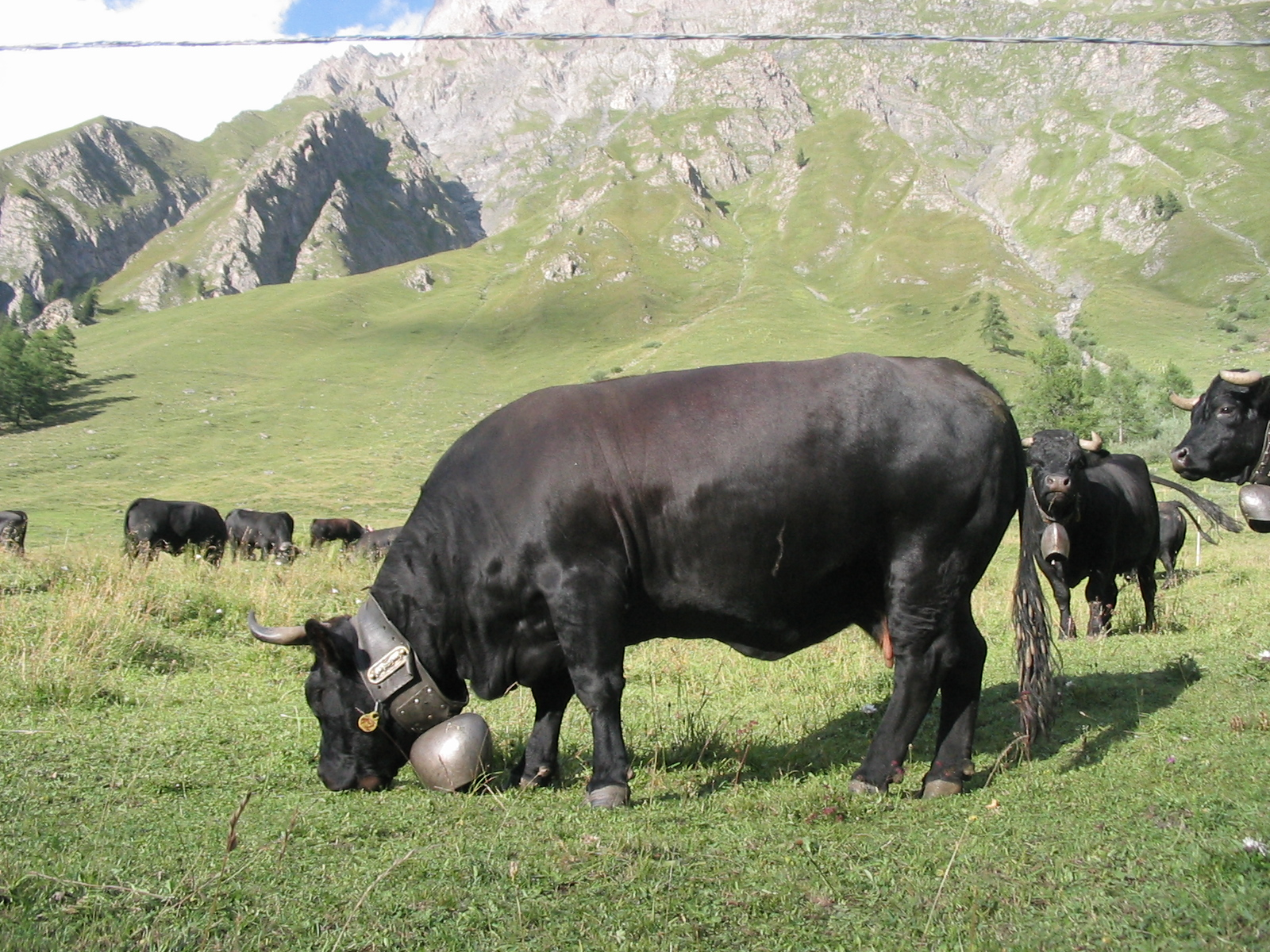
Alpweide im Val Ferret

In den Gebirgstälern im Südwesten des Gemeindegebiets sind als Stützpunkte für die vielen bekannten alpinistischen Hochtouren die SAC-Hütten Cabane d’Orny, Cabane de Saleinaz, Cabane de l’A Neuve und, knapp ausserhalb des Gebiets von Orsières, die Cabane du Trient sowie das Dolent-La Maye-Biwak und die Unterkunft Bivuoac de l’Envers des Dorées eingerichtet.
In den 1960er Jahren wurde die von Italien zur Ölraffinerie bei Collombey im Unterwallis führende Pipeline Oléoduc du Rhône gebaut, die durch das Gebiet von Orsières führt.

## Sehenswürdigkeiten
- Kirche Sankt Nikolaus
- Kapelle Sankt Eusebius
- Kapelle Notre-Dame des Neiges
- Kapelle Sankt Bernhard, Champex-Lac
- Sust
- Hôtel du Grand-Combin
- Jardin botanique alpin Flore-Alpe
- Artilleriewerk Champex

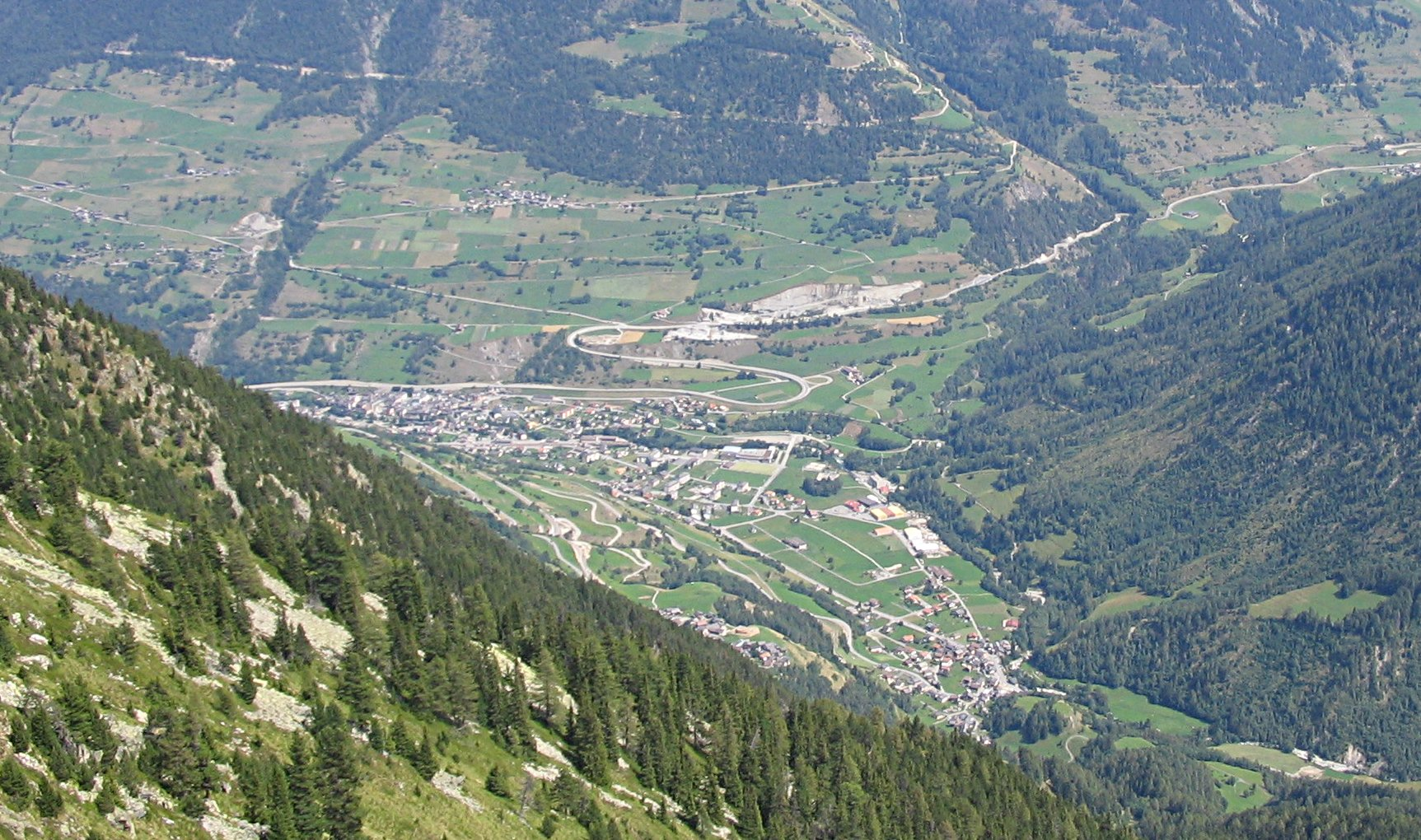
Blick auf Orsières
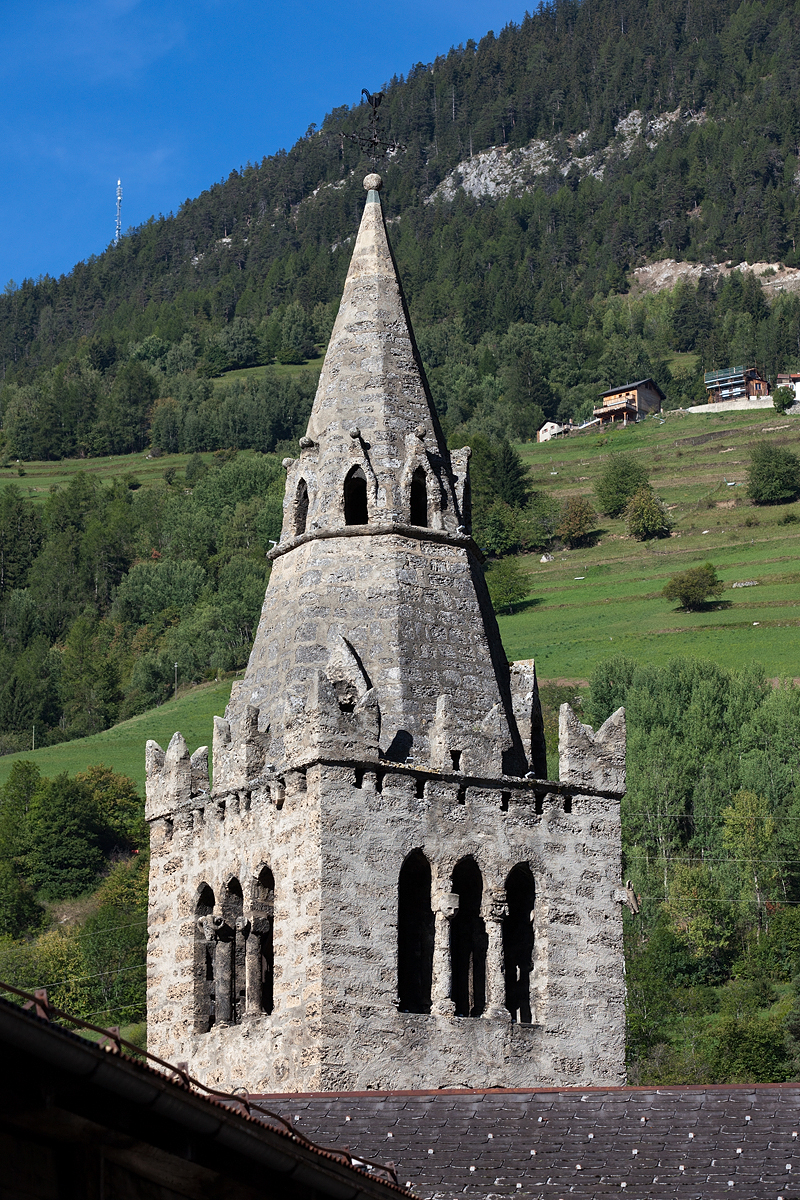
Saint Nicolas
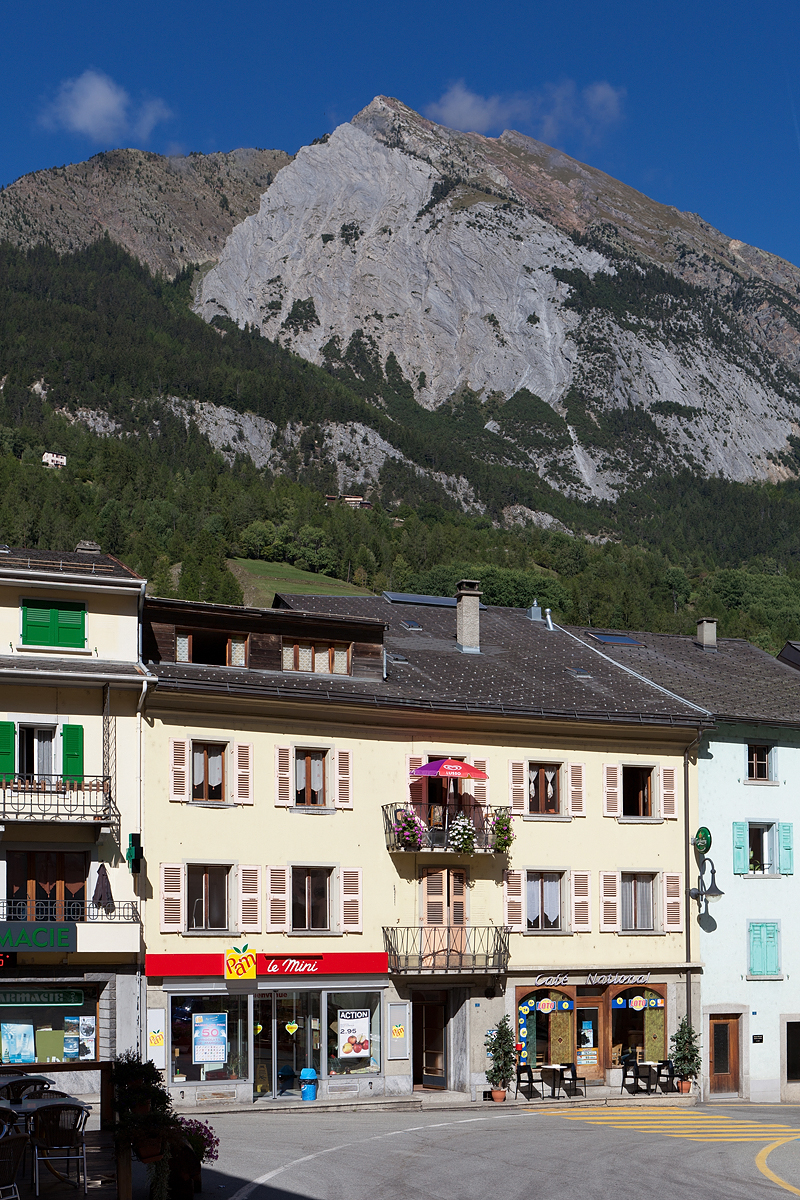
Place Centrale
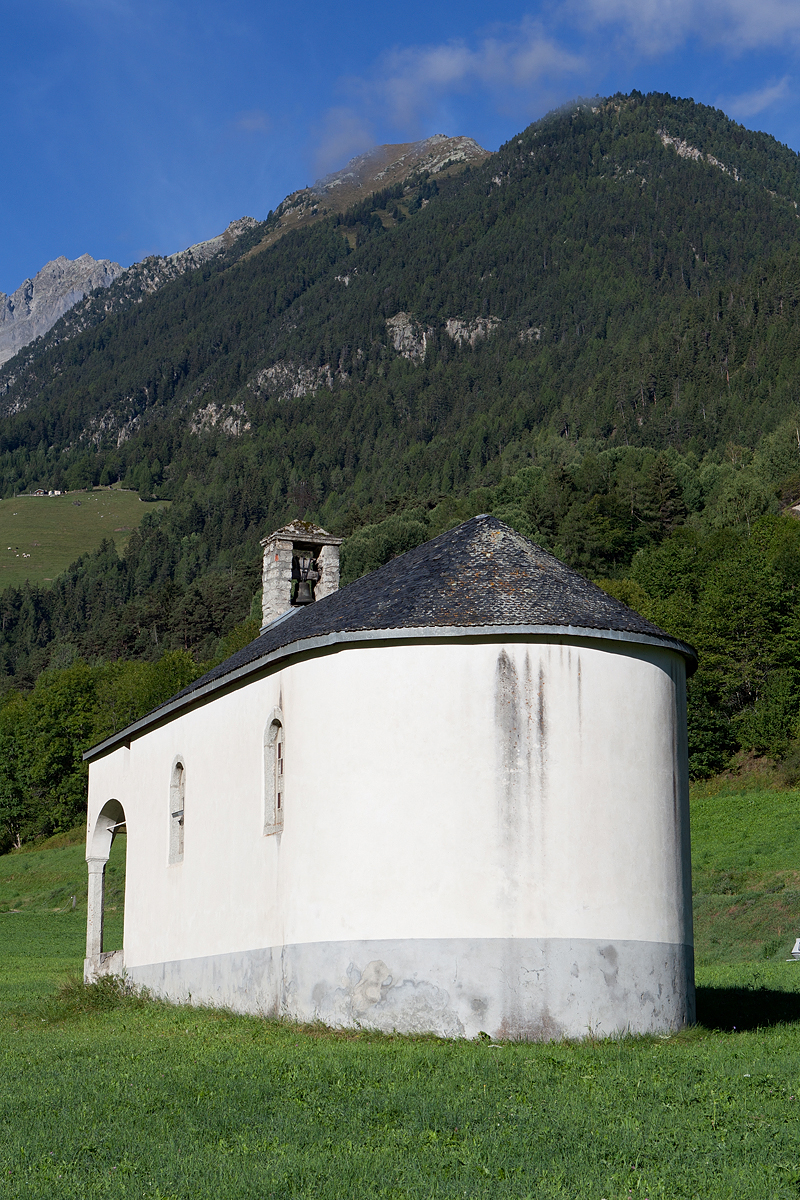
Chapelle de Saint Eusèbe
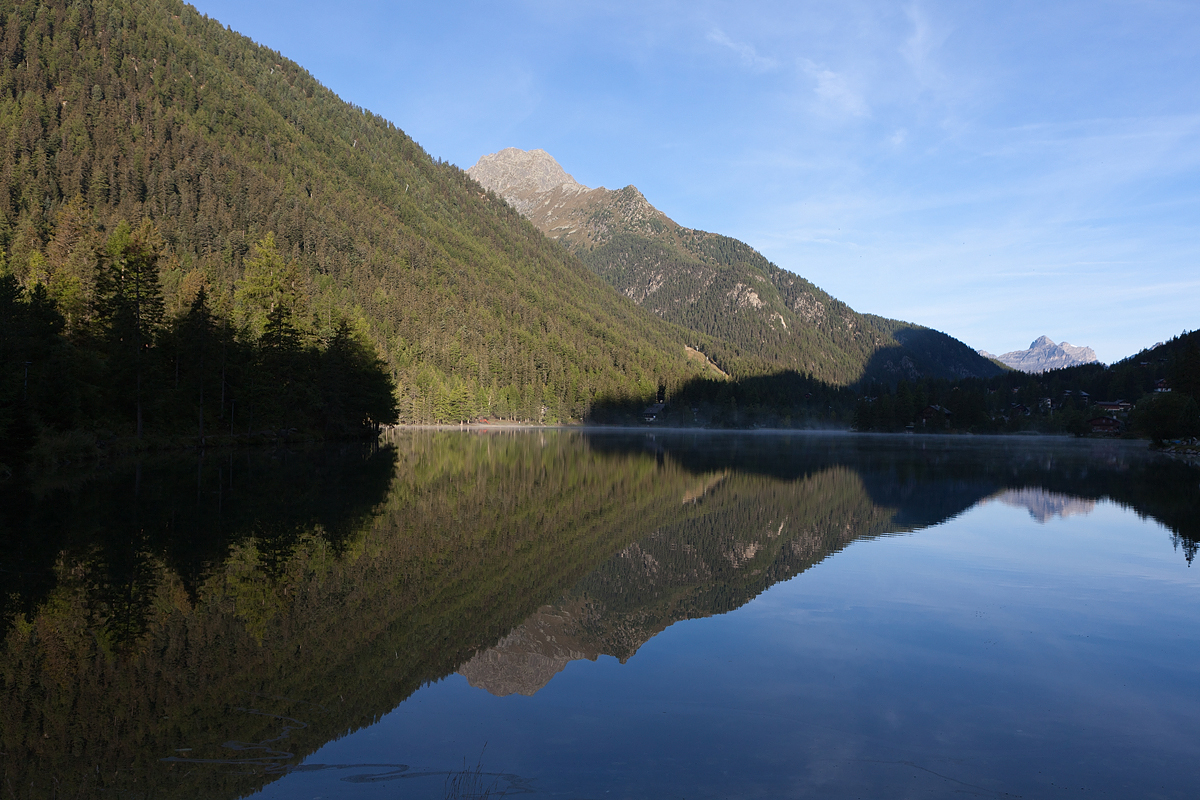
Lac de Champex (Commune d'Orsières)
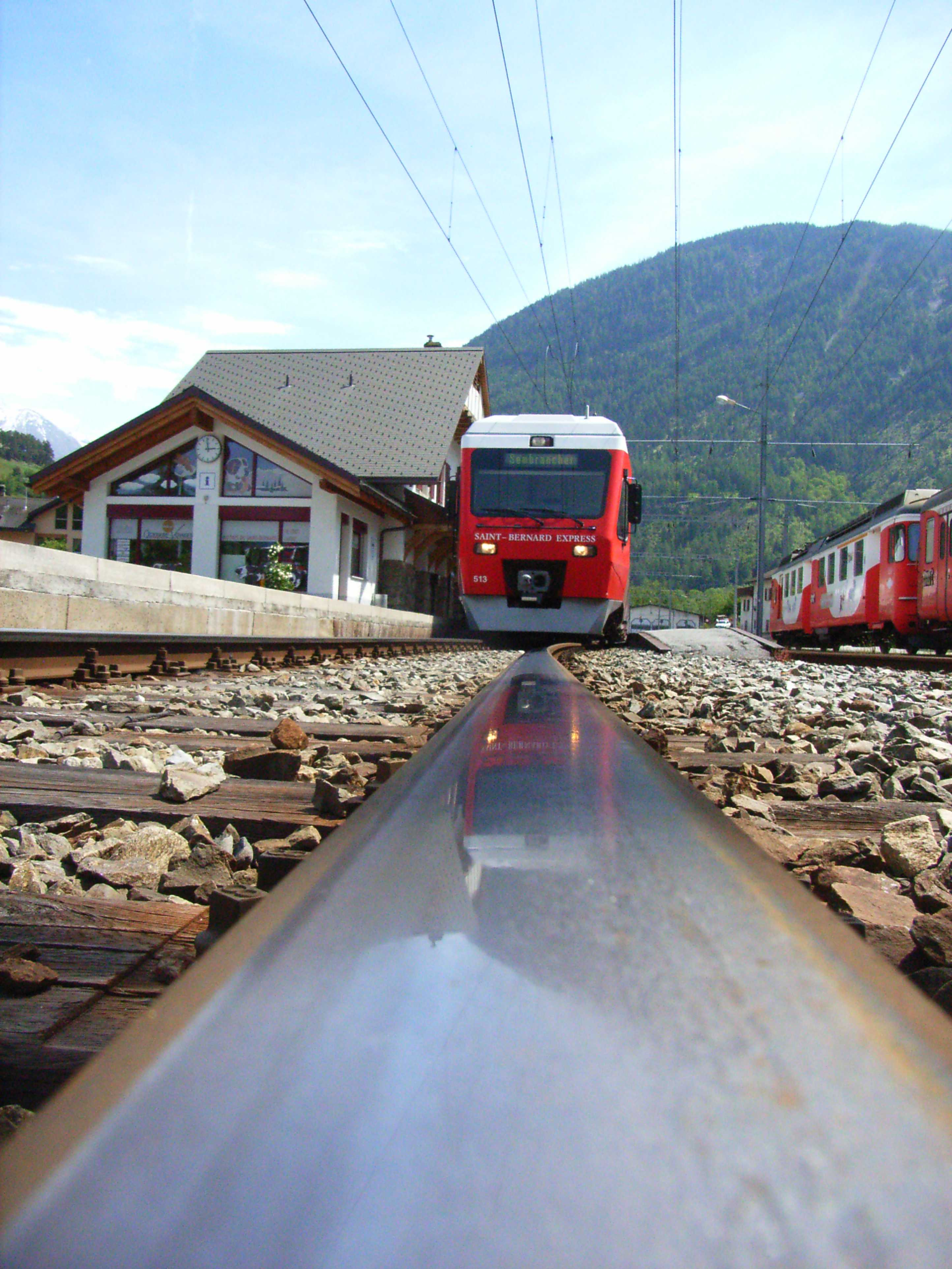
Bahnhof Orsières mit Zug (Chemin de fer Martigny–Orsières)

## Persönlichkeiten
- Maurice Tornay (1910–1949), Augustiner-Chorherr im Hospiz des Grossen St. Bernhard, geboren in La Rosière, Gemeinde Orsières, gestorben in Tibet, seliggesprochen als Märtyrer
- Angelin Maurice Lovey (1911–2000), Prior der Kongregation des Hospizes des Großen St. Bernhard
- Jean Troillet (* 1948 in Orsières), Bergsteiger
- Jean-Marie Lovey CRB (* 1950 in Orsières), Bischof von Sitten
- Maurice Tornay (* 1953), Politiker, Staatsrat des Kantons Wallis seit 2009, lebt in Orsières
- Candide Pralong (* 1990), Skilangläufer